# كارا (استوديو)
شركة كارا (株式会社カラー Kabushikigaisha Karā) هي شركة إنتاج أنمي يابانية معروفة بعملها على رباعية أفلام إعادة بناء إيفانجيليون. استوديو كارا (スタジオカラー Sutajio Karā) هو الاستوديو الرئيسي لإنتاج الرسوم المتحركة. أُسس على يد هيدياكي أنو في مايو 2006، وأُظهر للعامة في 1 أغسطس عندما نُشرت إشعارات توظيف على موقعه على الويب؛ مع بقاء أنّو كرئيس. للشركة بنية تحتية مناسبة. الاسم كارا أتى من الكلمة اليونانية χαρα، بمعنى المتعة.
ترك أنّو غايناكس وانتقل إلى كارا؛ كجزء من تصريحه العلني عن أفلام إعادة البناء، كتب أنّو:
«لهذا الهدف، فنحن لن نعود لجذورنا في غايناكس. لقد نصبت شركة واستوديو إنتاج، وفي هذا الموضع الجديد سوف نبدأ مجدداً. بدون النظر للوراء، بدون إعجاب بالظروف، نهدف للمضي قدماً نحو المستقبل. ولحسن الحظ، جمعنا عاملين من المسلسل القديم، وعاملين جدد، وعاملين مدهشين آخرين للعمل على هذه السلسلة. ندرك أننا نبتكر شيئاً سيكون أفضل من السلسلة السابقة.» 

## الأعمال

### أفلام
- إيفانجيليون: 1.0 أنت (غير) وحيد (1 سبتمبر 2007) – إنتاج رسوم متحركة
- بونيو على الجرف عند البحر (19 يوليو 2008) – تعاون رسوم متحركة
- إيفانجيليون: 2.0 أنت (لا) تستطيع التقدم (27 يونيو 2009) – إنتاج رسوم متحركة
- البدلة المتنقلة غاندام 00 الفلم: صحوة التريلبليزر (18 سبتمبر 2010) - مراقبة الرسوم
- غوست إن ذا شيل: S.A.C. مجتمع الولاية الصلبة 3D (26 مارس 2011) - التلوين الرقمي
- من أعلى تلة الخشخاش (16 يوليو 2011) - تعاون رسوم متحركة
- كنتوكو شيكّاكو (3 سبتمبر 2011) - إنتاج
- كيوشينهيه توكيو ني أراوارا (10 يوليو 2012) - شركة إنتاج
- الأطفال الذئاب (21 يوليو 2012) - رسوم متحركة بينية
- إيفانجيليون: 3.0 أنت (لا) تستطيع الإعادة (17 نوفمبر 2012) – إنتاج رسوم متحركة
- إيفانجيليون: فاينال (لم يُعلن بعد) – إنتاج رسوم متحركة

### تلفزيون
- غورين لاغان (1 أبريل-30 سبتمبر 2007) - رسوم متحركة بينية
- ستار درايفر (3 أكتوبر 2010-4 أبريل 2011) - سيناريو
- تامايورا - هيتوتوسه (3 أكتوبر-19 ديسمبر 2011) - رسوم متحركة بينية
- بيرسونا 4: الرسوم المتحركة (6 أكتوبر 2011-29 مارس 2012) - رسوم متحركة بينية
- بلاك روك شوتر (2–23 فبراير 2012) - رسوم متحركة بينية
- زيتمان (2 أبريل-25 يونيو 2012) - رسوم متحركة بينية
- أزهار الشر (5 أبريل-29 يونيو 2013) - رسوم متحركة بينية
- غارغانتيا على الكوكب فيردوروس (7 أبريل-30 يونيو 2013) - رسوم متحركة بينية

### أخرى
- بوتشي إيفا: إيفانجيليون@سكول (26 مايو 2007-26 سبتمبر 2009) (مانغا)
- نيون جينيسيس إيفانجيليون: غاكوين داتينروكو (أكتوبر 2007-ديسمبر 2009) - العمل الأصلي (مانغا)
- أساطير هالو (16 فبراير 2010) - إنتاج CG (أوفا)
- يونديماسو يو، أزازيل-سان. (22 فبراير 2010) - تعاون رسوم متحركة بينية (أوفا)
- أوبوته!! (8 أبريل-9 يونيو 2012) - رسوم متحركة بينية (أونا)

## وصلات خارجية
- الموقع الرسمي
- كارا  في شبكة أخبار الأنمي
- كارا على موقع IMDb (الإنجليزية)
- كارا على موقع ANN company (الإنجليزية)